# 金北街道
金北街道，原为金北镇，是中华人民共和国江苏省淮安市金湖县下辖的一个乡镇级行政单位。2018年7月撤销金北镇，设立金北街道。以原金北镇所辖区域及原陈桥镇的军王、南宁、新港、新桥、邬桥、万坝6个村委会和新宁居委会区域为金北街道行政区域。金北街道办事处驻新宁居委会境内，办公地址为人民路88号。

## 行政区划
金北街道下辖以下地区：
金港社区、新街社区、刘庄村、应集村、马港村、张方村、陈渡村、董河村、万庄村和洪圩村。